# Championnat des îles Caïmans de football 2003-2004
Navigation
Saison précédente Saison suivante
La saison 2003-2004 du Championnat des îles Caïmans de football est la vingt-cinquième édition de la première division aux Îles Caïmans, nommée CIFA National Premier League. L'ensemble des clubs caïmanais participe à la compétition, à la suite de la fusion des deux divisions nationales. Par conséquent, il n'y a ni promotion, ni relégation en fin de saison.
La compétition se déroule en deux phases :
- lors de la phase de poules, les clubs sont répartis en deux groupes, où chaque équipe rencontre deux fois les formations de son groupe et une seule fois celles de l'autre groupe.
- la phase finale, jouée sous forme de matchs à élimination directe, est disputée par les deux premiers de chaque groupe, avec demi-finales et finale, aller et retour.

C'est le club de Latinos FC qui remporte la compétition cette saison après avoir battu le tenant du titre, Scholars International lors de la finale nationale. Il s’agit du tout premier titre de champion des îles Caïmans de l'histoire du club, qui réalise même le doublé en s'imposant en finale de la Coupe des îles Caïmans face à George Town SC.

## Qualifications continentales
Cette saison, aucun club caïmanais ne prend part à la CFU Club Championship 2004.

## Les clubs participants
- Scholars International
- Latinos FC
- Academy SC
- North Side FC
- Western Union FC
- George Town SC
- Roma FC
- Bodden Town FC
- FC International
- Sunset FC
- Future SC

## Compétition
Le barème de points servant à établir le classement se décompose ainsi :
- Victoire : 3 points
- Match nul : 1 point
- Défaite : 0 point

### Classement

#### Phase de groupes
| Rang | Équipe                  | Pts | J  | G  | N | P  | Bp | Bc | Diff |
| ---- | ----------------------- | --- | -- | -- | - | -- | -- | -- | ---- |
| 1    | Scholars InternationalT | 34  | 15 | 10 | 4 | 1  | 31 | 10 | +21  |
| 2    | Latinos FCC             | 32  | 15 | 9  | 5 | 1  | 36 | 15 | +21  |
| 3    | George Town SC          | 24  | 15 | 7  | 3 | 5  | 36 | 23 | +13  |
| 4    | Future SC               | 18  | 15 | 4  | 6 | 5  | 17 | 19 | -2   |
| 5    | Bodden Town FC          | 14  | 15 | 4  | 2 | 9  | 14 | 28 | -14  |
| 6    | Roma FC                 | 3   | 15 | 0  | 3 | 12 | 9  | 33 | -24  |

| Rang | Équipe           | Pts | J  | G | N | P  | Bp | Bc | Diff |
| ---- | ---------------- | --- | -- | - | - | -- | -- | -- | ---- |
| 1    | North Side FC    | 28  | 14 | 8 | 4 | 2  | 28 | 16 | +12  |
| 2    | FC International | 23  | 14 | 7 | 2 | 5  | 34 | 28 | +6   |
| 3    | Western Union    | 23  | 14 | 6 | 5 | 3  | 23 | 19 | +4   |
| 4    | Sunset FC        | 15  | 14 | 4 | 3 | 7  | 13 | 24 | -11  |
| 5    | Academy SC       | 7   | 14 | 2 | 1 | 11 | 18 | 44 | -26  |

|  | Qualification pour la phase finale                             |
|  | T : Tenant du titre C : Vainqueur de la Coupe des îles Caïmans |

#### Phase finale
|  | Demi-finales           | Demi-finales           | Demi-finales       | Demi-finales       |                        |                        | Finale        | Finale        | Finale        | Finale        |
|  |                        |                        |                    |                    |                        |                        |               |               |               |               |
|  | 3 et 17 avril 2004     | 3 et 17 avril 2004     | 3 et 17 avril 2004 | 3 et 17 avril 2004 |                        |                        | 25 avril 2004 | 25 avril 2004 | 25 avril 2004 | 25 avril 2004 |
|  | FC International       | FC International       | 0                  | 1                  |                        |                        | 25 avril 2004 | 25 avril 2004 | 25 avril 2004 | 25 avril 2004 |
|  | FC International       | FC International       | 0                  | 1                  |                        |                        | 25 avril 2004 | 25 avril 2004 | 25 avril 2004 | 25 avril 2004 |
|  | Scholars International | Scholars International | 0                  | 3                  |                        |                        | 25 avril 2004 | 25 avril 2004 | 25 avril 2004 | 25 avril 2004 |
|  | Scholars International | Scholars International | 0                  | 3                  | Scholars International | Scholars International | 2             | 2             |               |               |
|  | 4 et 18 avril 2004     |                        |                    |                    | Scholars International | Scholars International | 2             | 2             |               |               |
|  |                        |                        | Latinos FC         | Latinos FC         | 3                      | 3                      |               |               |               |               |
|  | North Side FC          | North Side FC          | Latinos FC         | Latinos FC         | 3                      | 3                      | 2             | 0             |               |               |
|  | North Side FC          | North Side FC          |                    |                    |                        |                        |               | 0             |               |               |
|  | Latinos FC             | Latinos FC             | 2                  | 1                  |                        |                        |               |               |               |               |
|  | Latinos FC             | Latinos FC             | 2                  | 1                  |                        |                        |               |               |               |               |

## Bilan de la saison
| Championnat des îles Caïmans de football 2003-2004 |                        |
| Champion                                           | Latinos FC (1er titre) |
| Coupes et trophées                                 |                        |
| Vainqueur de la Coupe des îles Caïmans 2003-2004   | Latinos FC             |
| Qualifications continentales                       |                        |
| CFU Club Championship 2004                         | Aucun                  |
| Promotions et relégations                          |                        |
| Promus en CIFA National Premier League             | Aucun                  |
| Relégués en Division One                           | Aucun                  |